# Still Loving You
Singles de Scorpions
"Rock You Like a Hurricane"
(1984) "Big City Nights"
(1984)
Pistes de Love at First Sting
"Crossfire"
 (décembre 2018).
Si vous disposez d'ouvrages ou d'articles de référence ou si vous connaissez des sites web de qualité traitant du thème abordé ici, merci de compléter l'article en donnant les références utiles à sa vérifiabilité et en les liant à la section « Notes et références ».
Still Loving You est l'une des plus célèbres chansons du groupe allemand de hard rock Scorpions. Elle apparaît sur l'album de 1984 Love at First Sting et connait un très grand succès, notamment en France où elle est le single le plus vendu de l'année 1984. Elle est encore aujourd'hui un classique du groupe et du genre de la power ballad.

## Composition
Still Loving You est une composition du guitariste rythmique du groupe Rudolf Schenker pour ce qui est de la musique, et du chanteur Klaus Meine pour les paroles. Schenker a composé Still Loving You dès 1979 (c'est-à-dire cinq ans avant la sortie de l'album Love at First Sting). Ne satisfaisant pas le groupe à cette époque, la chanson a été mise de côté jusqu'aux séquences d'enregistrement de Love at First Sting en 1983-1984, date à laquelle les membres du groupe se rendant compte de son potentiel, l'enregistrent finalement en neuvième et dernière piste de l'album.
Contrairement à ses habitudes, c'est Rudolf Schenker qui, sur cette chanson, assure les parties de guitare soliste  alors que Matthias Jabs assure les parties rythmiques.

## Description
- Si vous ne connaissez pas le sujet, laissez ce bandeau (vous pouvez alors contacter les auteurs).
- Si vous supprimez le contenu mis en cause (vous pouvez préalablement contacter les auteurs),

argumentez précisément cette suppression dans la page de discussion
(un manque de référence n'est pas un argument ; une recherche réelle de référence doit avoir été effectuée, être formellement documentée).
Still Loving You est une épique ballade rock de plus de six minutes : sa structure, sa musique à l'arpège et au solo aisément identifiables ainsi que l'approche délicate du chant par Klaus Meine ont fait tout son succès. La chanson comprend deux longs couplets et deux refrains, le dernier refrain se répète et donne lieu à un solo de plus d'une minute qui conclut la chanson. Aux parties lentes des couplets, jouées en arpèges par la guitare et chantées avec une approche particulièrement délicate de la voix du chanteur Klaus Meine, succède un refrain joué avec une forte distorsion de la guitare électrique, mais qui conserve un tempo assez lent et cadencé, et un chant de Meine qui devient une envolée lyrique, toujours très appliqué. À la fin du deuxième refrain, qui est répété deux fois dans un effet de crescendo, arrive finalement le moment le plus intense et le plus dramatique de la chanson quand finalement les paroles du titre I'm Still Loving you sont prononcées et concluent la déclaration d'amour en délivrant le message crucial. Un long solo joué par Rudolf Schenker qui s'évanouit progressivement marque la fin de la chanson. Cette variation entre arpèges des couplets et distorsion du refrain s'adapte bien au thème des paroles de la chanson, une déclaration d'amour que fait un homme à une femme qui l'a quitté.
Ces différents caractères de la musique, particulièrement bien maîtrisés par les musiciens et le chanteur, illustrent les différentes émotions exprimées dans les paroles, entre tristesse, mélancolie et douceur dans les couplets et ton plus solennel mais aussi plus lyrique dans un refrain qui traduit bien le moment le plus intense dans la déclaration. De même le passage brutal des couplets calmes et délicats au refrain empreint de son saturé représente la succession rapide des émotions et l'envolée lyrique de l'expression du sentiment amoureux. La fin de la chanson marque enfin le summum de la déclaration lorsque, finalement, au bout du long crescendo qui fait toute l'intensité de ce moment et qui est joué par les deux guitaristes du groupe, le refrain s'arrête brusquement dans un effet ménagé et que le chanteur affirme que son amour pour la femme qui l'a quitté est toujours intact. Le solo final en se superposant à la guitare rythmique et à la répétition des paroles  I'm Still Loving you  par Meine, représente bien le flottement dans lequel s'évanouit la chanson une fois que le sentiment a été déclaré.
Les paroles de la chanson font aussi référence à la partition de l'Allemagne, à l'époque toujours divisée entre l'Ouest et l'Est. Klaus Meine évoque de manière poignante le mur de Berlin, rempart infranchissable entre les Allemands des deux parties du pays, :
« Love, only love can break down the wall someday / I will be there, I will be there » : « L'amour, seulement l'amour peut abattre le mur un jour / Je serai là, Je serai là »
« Your pride has built a wall so strong / That I can't get through / Is there really no chance / To start once again? » : « Ta fierté a construit un mur si grand / Que je ne peux pas passer à travers / Y-a-t-il vraiment aucune chance / De recommencer ? »

## Succès et postérité
Still Loving You est l'une des plus fameuses power ballad jamais composées et aujourd'hui considérée comme un des grands classiques du genre.
Son succès aux États-Unis est assez modéré, elle n'atteint que la 64e position dans les charts alors que l'album Love at First Sting s'y est très bien vendu (c'est le single Rock You Like a Hurricane du même album, qui a le plus grand succès dans le pays). Au contraire, en Europe, la chanson rencontre un immense et retentissant succès, notamment en France où le single se vend à 1,1 million de copies (ou 1,7 million selon les différentes sources), ce qui lui valut d'être certifiée disque de platine et en fait en tout cas le plus grand succès de l'année 1984 et l'une des chansons les plus vendues de tous les temps dans le pays. Still Loving You atteint la 1re place au Portugal  (également pour l'album Gold Ballads), 14e place en Allemagne, la 4e aux Pays-Bas et en Belgique et la 3e en Suisse. Elle est classée 22e dans la liste des 25 plus grandes ballades rock par VH1. La version single de la chanson a été écourtée par rapport à la version de l'album mais, lors des concerts, c'est la version longue de l'album, qui est jouée.
En 2016, Still loving you serait le morceau préféré des Français pour les chansons d'amour internationales, cité par 22,4 % des 1096 personnes sondées.

## Autres versions
Une version symphonique de cette chanson a été enregistrée pour l'album de l'an 2000 Moment of Glory en collaboration avec l'orchestre philharmonique de Berlin ainsi qu'une version acoustique pour l'album de 2001, Acoustica.
Sur l'album Comeblack, une nouvelle version est enregistrée, les arpèges de l'introduction ajoutés à la fin du morceau, au lieu du mythique « fade out ».
La version française de Comeblack présente une version inédite en duo avec Amandine Bourgeois, dont une partie des paroles ont été adaptées en français,  clin d'œil à la France où cette chanson a popularisé le groupe.
En 2015, l'album Love at First Sting, remasterisé à l'occasion du cinquantenaire du groupe, inclut une démo inédite où les paroles et la mise en place du morceau sont légèrement différentes de celles du morceau définitif.
Still Loving You a été reprise par le groupe Sonata Arctica sur leur EP Successor (2000), par Alex Skolnick et son Alex Skolnick Trio qui l'a adaptée en une version jazz sur l'album Goodbye to Romance: Standards for a new Generation (2002) et par Steve Whiteman du groupe Kix sur l'album A Tribute To Scorpions - Covered Like A Hurricane (2001).
La jazzwoman française Sonia Cat-Berro a repris Still Loving You sur son troisième album, Toy Balloons, sorti en mars 2011, avec Gilles Barikosky – saxophones, Yoni Zelnik – contrebasse, Karl Jannuska – batterie, Gilles « Vézil » Olivesi – Mix, electronic.
En 2014, la chanteuse française Loretta reprend la chanson sur son album Find a Way et lui une donne une touche soul des années 1960.
L´original est utilisé pour le film Débarquement immédiat ! de Philippe de Chauveron.

## Liste des pistes du single
| Version internationale 1. Still Loving You (Schenker/Meine) - 4:48 2. Holiday (Schenker/Meine) - 6:22 |

## Classements
| Classement (1984)                      | Meilleure position |
| -------------------------------------- | ------------------ |
| Allemagne (Media Control AG)           | 14                 |
| Belgique (Flandre Ultratop 50 Singles) | 3                  |
| France (SNEP)                          | 2                  |
| Pays-Bas (Nederlandse Top 40)          | 4                  |
| Suisse (Schweizer Hitparade)           | 3                  |
| États-Unis (Hot 100)                   | 64                 |

## Certifications et ventes
| Pays   | Certification | Date | Ventes      |
| ------ | ------------- | ---- | ----------- |
| France | Platine       | 1985 | 1 000 000 + |

## Anecdotes
- Le chanteur Klaus Meine aime répéter avec humour que la chanson Still Loving You aurait provoqué un petit baby-boom en France[3],[12].
- Still Loving You est entendue dans le dernier épisode de la 3e et dernière saison de la série québécoise Les Invincibles pour illustrer la finale dramatique.
- Still Loving You a inspiré certains parents pour prénommer leur enfant : Sly, qui correspond aux initiales de la chanson. Une chanson porte d'ailleurs ce nom sur leur dernier album Sting in the Tail. En fait, certains couples se seraient formés sur Still Loving You et auraient par conséquent donné ce prénom à leur enfant[13].